# Wirtualny Skansen Wraków Zatoki Gdańskiej

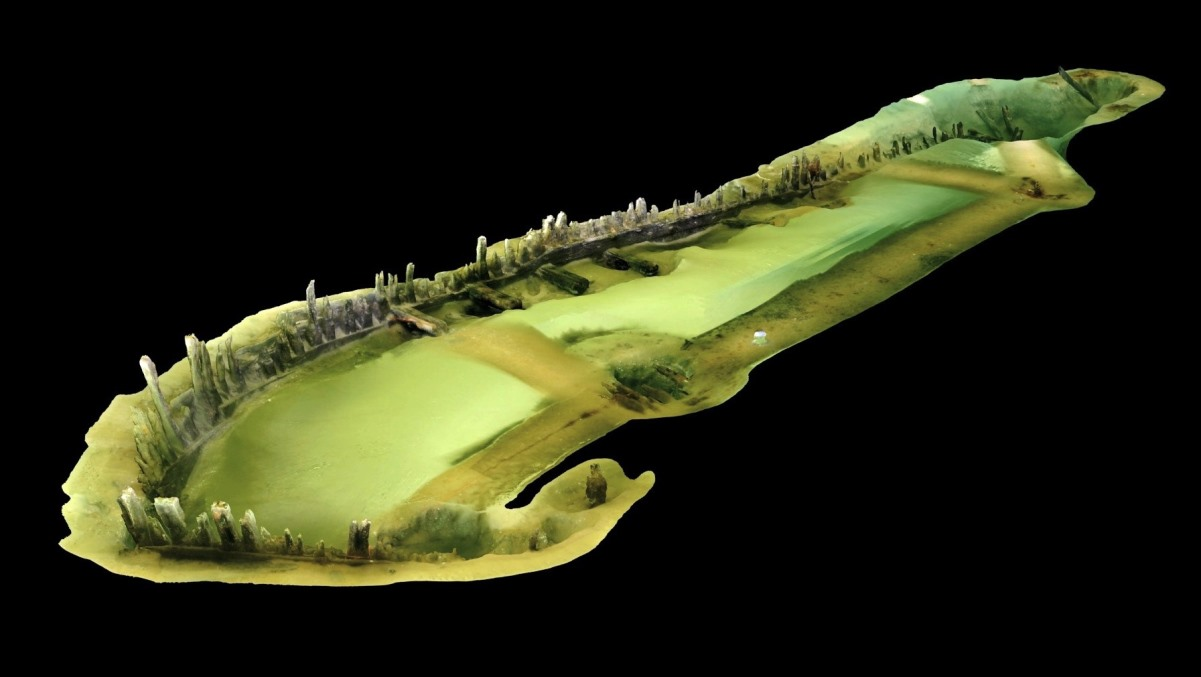
Wizualizacja wraku 'Portowiec' – jednego z obiektów opracowanych w ramach wirtualnego skansenu wraków

Wirtualny Skansen Wraków Zatoki Gdańskiej to zbiór trójwymiarowych modeli, zdjęć i dokumentacji stanowisk wrakowych znajdujących się na terenie Zatoki Gdańskiej i projekt dalszej dokumentacji wraków polskiego wybrzeża prowadzony przez Narodowe Muzeum Morskie w Gdańsku. Wirtualny skansen wraków jest prezentowany w Internecie.

## Badania wraków i modele 3D
Ekipa badawcza Narodowego Muzeum Morskiego kierowana przez dr Tomasza Bednarza prowadzi projekty naukowo-badawcze z dziedziny archeologii podwodnej od 2013 roku. W ramach prac rozwijana jest nowatorska metoda dokumentacji zabytków podwodnych – fotogrametryczne odwzorowanie 3D. Metoda ta jest rozwijana przez Narodowe Muzeum Morskie w Gdańsku oraz w Texas A&M University. W trakcie badań wykonano ponad 60 tys. zdjęć obiektów podwodnych, co umożliwiło przedstawienie ich w formie trójwymiarowej - przygotowanie jednego modelu wymaga wykonania kilku tysięcy zdjęć. 
Użyty sposób prezentacji pozwala na pokazanie stanowiska z perspektywy archeologa podwodnego; jednak w trakcie badań podwodnych widoczność ograniczona jest z reguły do 2-3 metrów, natomiast modele na ekranie komputera można obejrzeć w całości, w formie będącej realistycznym odwzorowaniem ich wyglądu na dnie Zatoki Gdańskiej. Udostępnione podwodne stanowiska archeologiczne są nie tylko odwzorowaniami prawdziwych obiektów, ale także narzędziami do monitorowania i ochrony podwodnego dziedzictwa kulturowego. 
Wszystkie jednostki udostępnione w skansenie posiadają opis oraz dodatkową dokumentację. Planowane jest dalsze umieszczanie na stronie modeli stanowisk podwodnych z Zatoki Gdańskiej. 

## Wraki

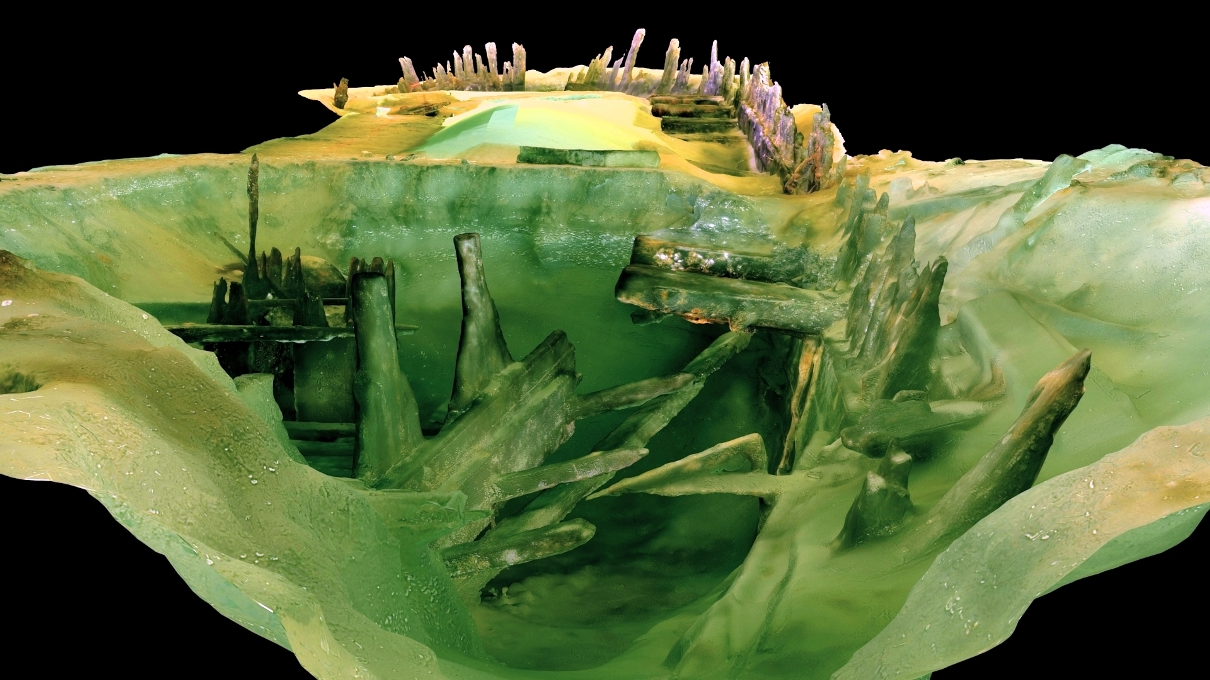
Widok wraku 'Portowiec'

Na stronie wirtualnego skansenu zostało do tej pory udostępnionych trzynaście modeli 3D stanowisk wrakowych znajdujących się na terenie Zatoki Gdańskiej. Pochodzą one z XV – XIX wieku. Są to pozostałości następujących jednostek:
- „Solen“
- „Porcelanowiec“
- „Loreley“
- „Portowiec”
- „Głazik”
- „Szklany”
- „De Jonge Seerp”
- Wrak oznaczony symbolem W-21
- Wrak oznaczony symbolem W-25
- Wrak oznaczony numerem F53.9
- Wrak oznaczony numerem F53.13
- Wrak oznaczony numerem F53.22
- Wrak oznaczony numerem F53.25

## Nagrody i wyróżnienia
W maju 2017 roku Narodowe Muzeum Morskie w Gdańsku otrzymało nagrodę w Konkursie na Wydarzenie Muzealne Roku Sybilla w dziedzinie "Digitalizacja i Nowe Technologie" za projekt "Wirtualny Skansen Wraków Zatoki Gdańskiej. Ewidencja i inwentaryzacja podwodnego dziedzictwa archeologicznego".